# برايان ولز
برايان ولز (بالإنجليزية: Brian Wells)‏ هو متزلج فني أمريكي، ولد في 23 سبتمبر 1970.